# Sienna Blake
Sienna Blake (previamente: Bradley) es un personaje ficticio de la serie de televisión Hollyoaks, interpretada por la actriz Anna Passey desde el 21 de noviembre del 2012 hasta ahora.

## Biografía
Cuando Mark "Dodger" Savage decide encontrar a su padre biológico descubre que el nombre de su padre es Patrick Blake y le pide a su amigo Darren Osborne que lo acompañe a visitarlo, cuando llegan y se encuentran con Patrick le dicen que están haciendo un censo y él los deja pasar pero pronto Patrick comienza a sospechar y cree que intentan estafarlo y los echa, finalmente Dodger le revela que era su hijo lo que deja sorprendido a Patrick ya que creía que su hijo había muerto, al platicar con él Patrick le dice que Sienna es su hermana gemela. 
Sienna visita a su hermano y aunque se ponen a platicar de su madre Anna, Sienna le ofrece dinero para que se alejará de su familia, molesto por su propuesta Dodger la saca de su casa pero poco después cuando platican de nuevo, Sienna lo acepta. Cuando Texas Longford ve a Dodger cerca de Sienna erróneamente cree que él la está engañando pero cuando los confronta descubre que Sienna era su hermana. poco después de mudarse a la villa con su padre Sienna se hace amiga de su media hermana Liberty Savage y de Nancy Hayton, la esposa de Darren. 
Poco después Sienna obtiene un trabajo como camarera en el "The Dog In The Pond" y más tarde cuando descubre que su medio hermano Will Savage se había acostado con Texas decide chantajearlos, sin embargo las cosas no salen bien cuando Dodger descubre la verdad y les dice a los tres que no va a perdonarlos lo que deja destrozada a Sienna. Inmediatamente después de lo sucedido Sienna se vuelve muy protectora de Dodger, no le permite a Texas hablar con él y admite que no soporta a Will. Finalmente Dodger perdona a Sienna cuando ella lo apoya luego de enterarse de que Will y Texas eran pareja y se iban a casar.
No mucho después Sienna se hace muy buena amiga de Maxine Minniver y Ash Kane, cuando Sienna y Ash no pueden encontrar a Maxine comienzan a preocuparse de que algo malo le hubiera pasado pero cuando la encuentran ambas se sienten aliviadas.
Cuando su madre Anna Blake llega a la villa le dice a Sienna que sentía haberla dejado con Patrick y le revela que Patrick había abusado de ella durante todo su matrimonio y que cuando ella y Dodger eran pequeños Patrick la había amenazado con matarlos, sin embargo Sienna no le cree y Patrick logra que Anna sea hospitalizada, sin embargo Sienna comienza a visitar a su madre Anna pero cuando Patrick lo descubre amenaza a Anna con no dejarle ver a sus hijos si ella no los rechazaba, sin saberlo Sienna decide visitar nuevamente a su madre pero cuando llega ella actúa como si no la reconociera y le grita lo que deja sorprendida a Sienna.
Sienna comienza a obsesionarse con la familia Osborne en especial en la relación de Darren y Nancy y con su bebé Oscar Osborne e intenta seducir a Darren y ocupar el lugar de Nancy como su esposa, poco después cuando Sienna descubre que Nancy había tenido una adicción a las píldoras ve su oportunidad de alejarla de Darren y le pide al doctor Paul Browning unas píldoras pero no le dice para qué las necesita, Sienna droga a Nancy y cuando Darren la encuentra se molesta y la confronta, confundida por lo sucedido Nancy niega haberlas tomado y Darren le cree, molesta porque su plan no funcionara Sienna, sin que nadie la viera empuja la carriola de Oscar enfrente del coche de Joe Roscoe que iba pasando sin embargo Nancy se da cuenta a tiempo y logra rescatarlo pero ella termina siendo arrollada lo que le deja satisfecha a Sienna.
Más tarde mientras Nancy duerme Sienna inicia un fuego en el apartamento para culparla y así quedar bien ante Darren, sin embargo el incendio rápidamente se hace más grande y cuando Darren llega al departamento frenético logra apagar el fuego y Sienna va a buscar a Oscar a su cuarto, después del incidente Darren molesto acusa a Nancy por lo sucedido.
Cuando Nancy recibe la noticia de que su madre Margaret Hayton había muerto en un accidente automovilístico decide viajar a Canadá para asistir al funeral y Sienna aprovecha la oportunidad y cuando acompaña a Darren a llevar a Oscar a una cita en el hospital se presenta como la señora Osborne y decide que Oscar lleve unos implantes cocleares a pesar de que Nancy no estaba segura de la idea,  de regreso al departamento Darren le hace una comida a Sienna para agradecerle su apoyo y cuando Darren le revela que le importa Sienna finalmente logra seducirlo y terminan besándose.
Pronto Esther Bloom se da cuenta del comportamiento errático de Sienna y no confía en ella y le cuenta a Tom Cunningham sus sospechas pero él no le cree, sin embargo cuando Tom ve a Sienna amamantando a Oscar se sorprende y comienza a creerle a Esther sin embargo cuando Sienna lo descubre lo amenaza, lo que ocasiona que Tom comience a sentirse incómodo.
Cuando Nancy regresa sin saber los planes de Sienna cree en ella y sigue consejo de realizar se una prueba de drogas para probarle a Darren que no tomada píldoras, sin embargo antes de realizarse la prueba Sienna le pone unos analgésicos en la bebida de Nancy y cuando llegan los resultados estos salen positivos, sin embargo cuando Sienna le entrega los resultados a Darren se sorprende cuando él no quiere verlos y le dice que él confía en Nancy, enfurecida Sienna destroza el pub. Intentando finalmente deshacerse de Nancy, Sienna comienza a drogarla nuevamente lo que ocasiona que el comportamiento de Nancy se vuelva errático por lo que Darren cree que Nancy ha vuelto a consumir píldoras y decide ver los resultados del examen que se había hecho, cuando ve que son positivos saca a Nancy de la casa lo que deja feliz a Sienna.
Sorprendida y confundida por lo sucedido Nancy decide hablar con Paul sobre hacerse otra prueba y cuando él le pregunta por que había mandado a Sienna a recoger los resultados Nancy finalmente se da cuenta de que todo lo que le había pasado era por culpa de ella, enfurecida Nancy va al pub y golpea a Sienna en la cara y le dice a Darren que escoja entre ella o Sienna y él escoge a Sienna, sin embargo Darren se arrepiente y cuando va a ver a Nancy la ve consumiendo píldoras y molesto se va. Darren regresa con Sienna y la pareja se besa y tienen relaciones sexuales pero son sorprendidos por Nancy. Luego Sienna le miente y le dice a Darren que estaba tomando la píldora para no quedar embarazada, cuando Nancy regresa para hablar con Darren escucha a Sienna diciéndole a su hijo Oscar que ella es su mamá lo que enfurece a Nancy y la arrastra del pelo por todo el pub y la acusa de haber robado su vida, sin embargo Darren enfurecido le ordena a Nancy que se vaya.
Poco después de lo sucedido Sienna miente y dice que está embarazada de Darren y cuando él le pide ver una foto del bebé luego de su cita Sienna se roba la ecografía del embarazo de Lindsey Butterfield, sin embargo cuando Darren le dice que para él siempre estará primero Oscar se decepciona. Sienna sigue acompañando a Darren a las citas con el médico de Oscar pero se enfurece cuando con la presencia de Nancy y decide que para poder tener a Darren completamente tiene que deshacerse de ella. 
Sienna convence a Nancy a irse de la villa y llevarse a Oscar y Charlie con ella, luego cuando regresa al departamento Sienna enciende el gas y se ata a sí misma en una mesa para hacerle creer a la policía que Nancy lo había hecho y que había secuestrado a los niños. La policía persigue a Nancy lo que ocasiona un accidente en donde ella casi pierde la vida lugo de que su coche quedara atrapado colgando de una azotea, la policía logra rescatarla y la arresta.
Después de revelarse que Sandy Roscoe era la madre biológica de Darren lo convence de mudarse y comprar un nuevo departamento para ellos, sin embargo cuando Frankie Osborne se niega a dejar que Charlie viva con ellos ya que ella es su tutota legal Sienna la chantajea con decirle a su esposo Jack Osborne de su pequeña aventura con David "Ziggy" Roscoe, así que Frankie acepta que Charlie se vaya con ellos.
Más tarde Sienna erróneamente cree que Darren le propondrá matrimonio luego de llegar al "The Dog" y encontrar un letrero que deía "¿Te Quieres Casar Conmigo?" y cuando ve a Darren con un anillo ella grita que acepta ser su esposa, pero pronto se da cuenta de su error y queda en ridículo cuando descubre que la propuesta era de Jack quien le iba a preguntar a Frankie si quería renovar sus votos, incómoda por lo sucedido y luego de que Tom le dijera que ella no era parte de su familia y nunca lo sería, Sienna comienza a sentirse mal y es llevada al hospital, ahí escucha a Darren decir que él solo estaba con ella por el bebé, por lo que Sienna queda destrozada.
Cuando Martha Kane hace un comentario sobre que Sienna no luce de 3 meses de embarazo decide comprar una panza de embarazada falsa y sin darse cuenta de que la estaban grabando Sienna se quita la panza. Cuando Darren encuentra la cámara acusa a Tom de espiar a Sienna, pero cuando Tom le pide que vea lo grabado la cámara se queda sin batería, después de cargarla Tom ve el video y descubre la mentira de Sienna pero cuando regresa al departamento para contarle la verdad a Darren se encuentra con ella quien se burla de él y Tom le dice que sabe que no está embarazada y sale corriendo.
Al darse cuenta de que Tom estaba desaparecido Darren se preocupa y sale a buscarlo pero no lo encuentra, desesperado Darren le pide a Sienna que retire los cargos en contra de Nancy diciéndole que si Tom ve que ella está de vuelta él regresaría, al inicio Sienna se rehúsa a hacerlo pero cuando Frankie le dice que si no retira los cargos Darren pensaría que ella no estaba dispuesta a ayudarlo a encontrar a Tom por lo que acepta y los retira, cuando Nancy es liberada del hospital psiquiátrico pronto se une a Darren para buscar a Tom y no mucho después Sienna comienza a sentir celos del tiempo que pasan juntos Nancy y Darren. 
Cuando Nancy se encuentra con Sienna le promete vengarse por todo lo que le había hecho y le dice que le mostraría a todos sus mentiras, lo que asusta a Sienna.
Más tarde se revela que Sienna había secuestrado a Tom y lo mantenía encerrado en un sótano para que no le revelara a Darren la verdad, Sienna logra hacerle manipular a Tom y hacerle creer que la explosión sucedida unos días antes había sido su culpa, que Darren había muerto y que la policía lo estaba buscando y que por eso lo mantenía encerrado para protegerlo, pero Tom pronto se da cuenta de sus mentiras e intenta huir. En noviembre del 2013 su medio hermano Will Savage secuestra a Patrick, Maxine, Dirk Savage, Dennis Savage y Martha Kane en la casa de Anna sin saber que Sienna se encontraba ahí con Tom, al escuchar los ruidos Sienna se da cuenta de lo que estaba pasando e intenta rescatarlos pero Will la ataca y la ata, sin embargo su plan no resulta cuando Dodger logra rescatarlos y Will es arrestado.
Sienna comienza a sentir pánico de que Darren descubra la verdad sobre su embarazo así que cuando descubre que Chloe está embarazada la convence de que conoce a alguien que le puede dar mucho dinero si Chloe le daba al bebé cuando naciera y ella acepta, sin embargo Chloe comienza a sospechar y descubre que Sienna no está embarazada y comienza a chantajearla pidiéndole £5,000 o sino le diría la verdad a Darren. Finalmente cuando Dodger visita la casa de su madre descubre la panza falsa de Sienna, asustada ella le pide que no le diga nada a Darren, Dodger decide contarle a su padre lo secedido pero él decide apoyar a Sienna y le dice que mienta y diga que había perdido al bebé, aunque al inicio Dodger no está de acuerdo y no le quiere mentir a su mejor amigo finalmente decide no decirle nada y apoyar a su hermana.
Poco después Sienna se da cuenta de que Darren todavía estaba enamorado de su esposa Nancy y quería regresar con ella por lo que Sienna comienza a manipularlo nuevamente para que no la deje y logra que Darren le proponga matrimonio luego de decirle que Nancy se había acostado con su medio hermano Joe. 
Cuando Tilly Evans visita a Chloe ella le muestra las fotografías de todos sus ultrasonidos, más tarde cuando Tilly va a visitar a los Osborne ve la misma foto del ultrasonido y Sienna le dice que es la de su bebé pronto Tilly se da cuenta de que Sienna estaba mintiendo y no estaba embarazada por lo que la confronta y la amenaza diciéndole que tenía que decirle la verdad a los Osborne o ella lo haría y finalmnete la gente la descubriría, Tilly decide contarle lo sucedido a Esther Bloom pero Sienna se le adelanta y le dice a Esther que Tilly la había engañado con Chloe por lo que cuando Esther la confronta Tilly no puede decirle sobre lo sucedido.
Poco después ese mismo día durante la fiesta de su compromiso con Darren, Sienna le pide a Darren que eche a Nancy y él lo hace pero Nancy regresa poco después con Tom, luego de que él le contara sobre su secuestro luego de haber logrado escaparse del sótano donde Sienna lo mantenía hacía meses, enfurecida Nancy confronta enfrente de todos exponiéndola pero cuando Darren las separa Nancy arrancarle la blusa a Sienna y finalmente se descubre su panza falsa lo que deja destrozado a Darren y sorprendidos a varios residentes.
Cuando Dodger encuentra a Sienna intenta apoyarla pero ella termina besándolo lo que lo deja horrorizado y sorprendido. Confundida Sienna huye y va al departamento donde intenta secuestrar a Charlie y Oscar y huir pero es detenida por Nancy cuando la ve agarrando los pasaportes de Charlie y Oscar, pronto comienzan a pelear y cuando Nancy intenta llamar a la policía Sienna logra huir, en la noche Sienna espera a que Darren se duerma y secuestra a Charlie y Oscar y va a buscar a Tom, cuando se dan cuenta de que los niños habían desaparecido los Osborne, Dodger y Maxine van a buscarlos, pronto Dodger descubre donde se encuentran y la policía los rescata, detiene, arresta a Sienna quien es hospitalizada, cuando la policía revisa el carro descubren a Nancy en estado de coma y es llevada al hospital, luego de que Sienna le ocasionara una daño cerebral.
Cuando Patrick va a visitarla al día siguiente Sienna le dice que está bien ya que recuperó a su bebé Sophie pero cuando Patrick le dice que está muerta Sienna comienza a llorar y a gritar y lo culpa por nunca haberla dejado llorar, estar de luta o visitar la tumba de su hija, unos minutos más tarde cuando Patrick regresa a su casa abre una caja en donde se encuentran unas fotos donde se encuentra una niña de 4 años la cual era Sophie y que todo este tiempo le había mentido a Sienna sobre su hija, Patrick decide decirle la verdad a Sienna pero cuando va a visitarla y quiere darle la foto es interrumpido por Dodger y Maxine que habían ido a visitarla por lo que Patrick esconde la foto.
En enero del 2014 Nancy le pide a Darren que la lleve a visitar a Sienna al hospital y aunque Darren se niega finalmente Nancy lo convence, ahí Sienna le pide disculpas a Nancy y cuando Nancy le pide a Sienna que le diga la verdad de porque había hecho todo eso Sienna finalmente le cuenta todo sobre su hija Sophie, sin embargo Nancy le dice que no va a perdonarla y que está feliz de que ella esté encerrada.
Cuando Maxine encuentra una foto de Sophie la hija de Sienna a quien ella creía muerta se la da a Dodger, cuando Patrick se entera de lo sucedido golpea a Maxine y la obliga a convencer a Dodger de no decirle nada a Sienna pero su plan no resulta y Dodger termina contándole la verdad a su hermana; cuando Patrick va a visitar a Sienna ella le dice que nunca va a perdonarlo por haberle hecho creer que su hija estaba muerta.
Fraser Black logra que un juez corrupto deje en libertad a Sienna, sin embargo cuando llega a Hollyoaks varios de los residentes son duros con ella y empiezan una campaña de odio en su contra. Cuando Sienna se entera de que Peri Lomax nació el mismo día que Sophie y que era adoptada asume que Peri es su hija. Pronto Sienna comienza a manipular a Leela Lomax, la hermana mayor de Peri para que la dejara mudarse con ellos y lo logra. Poco después Sienna expone la aventura de Danny Lomax con John Paul McQueen para arruinar su matrimonio con Sam Lomax, lo que ocasiona que Danny y Sam se peleen y que Peri se acerque más a Sienna. Luego Sienna hace que Sam piense que Danny se había acostado con George Smith y luego secuestra a Peri pero cuando son encontradas, Sienna logra que la policía crea que había sido un malentendido.
Cuando Leela se da cuenta de lo sucedido finalmente confronta a Sienna y cuando ella le dice que cree que Peri es su hija, Leela le revela que no lo era ya que Peri en realidad era su hija y no su hermana. Leela perdona a Sienna por sus acciones y decide ayudarla a encontrar a su hija Sophie, cuando encuentran el lugar donde vive deciden ir a visitarla pero cuando Denise, la madre les abre les dice que Sophie ahora se llamaba Caroline pero que no estaba en casa ya que había huido (sin saber que Patrick les había pagado a los padres adoptivos para que le mintieran a Sienna). 
En junio del 2014 una joven llamada Nico llega a la villa y se revela que ella era la hija de Sienna, sin embargo cuando Nico decide contarle a Sienna la verdad, ella no le cree, ya que creía que Caroline la joven que había conocido antes era su hija y la abofetea, lo que molesta a Nico.
En mayo del 2018 finalmente se revela que la persona que estaba atormentándola y acosándola era en realidad su hija Nico, quien no había muerto en el incendio. Finalmente el 16 de mayo del mismo año Sienna muere en el hospital debido a las heridas que había sufrido luego de ser acuchillada por Nico. Sin embargo un día después se revela que en realidad Sienna se había aliado con la policía para fingir su muerte y así atrapar a Nico.

### Crímenes
- En junio del 2018 Sienna asesino a su hija Nico Blake en defensa propia.[19]
- En octubre del 2013 Sienna secuestró a Tom Cunningham para que él no le revelara a Darren Osborne que Sienna le estaba mintiendo y no estaba embarazada.
- Haber drogado varias veces a Nancy Hayton para intentar alejarla de su esposo Darren y así ocupar su lugar.